# スローステップ
『スローステップ』は、あだち充による日本の漫画作品。『ちゃお』（小学館）にて、1986年9月号から1991年3月号まで連載された。単行本は小学館から全7巻。
作中1年間の内容を4年半かけて連載した。またコミックス単行本（ちゃおフラワーコミックス）として1990年4月に刊行された第5巻にて、史上初の同一作者コミックス総発行部数1億部を達成した。
1991年にOVAとして全5話にまとめられ、発売された。

## あらすじ
麻丘高校2年生の中里美夏は、同校ソフトボール部のエースピッチャー。ボクシング部に所属する同級生の秋葉習や、そのボクシング部顧問で麻丘高校教諭の山桜監悟に気に入られ、しかもひょんなことがきっかけで美夏が扮装した「須藤麻里亜」を見た、秋葉のライバルで美夏と同じマンションに住む条青高校ボクシング部3年の門松直人にも惚れられ、美夏はモテモテ状態であった。
やがて門松は美夏と麻里亜が同一人物であることを知ることになり、門松・秋葉・山桜の3人は美夏を巡って恋の争奪戦を繰り広げることになるが、門松と秋葉は美夏に好かれたいあまりボクシングに真剣に取り組み、そのうちボクシングにのめり込むようになる。そして山桜は学生の頃からの夢であった「プロのリングに立つ」ことを実現、傷だらけながら新人王候補を負かし、そのまま引退した。
時は流れ、美夏が3年の始業式の日になり、その朝に美夏が見た夢は、東京から離れた小島のバス停に掲げられた、門松と秋葉が後楽園ホールで対戦するフェザー級タイトルマッチのポスターと、その島で洗濯物を干すエプロン姿の自分であった。そして登校した際に秋葉から、山桜が美夏の夢に出てきた小島に転勤するという知らせを聞くことになる。

## 登場人物
声優名はOVA版のもの。
中里 美夏（須藤 麻里亜）
声 - 高山みなみ
本作のヒロイン。
山桜が顧問とするソフトボール部に所属。その山桜や同級生の秋葉に惚れられており、美夏が扮装した「須藤麻里亜」を見た門松直人にも惚れられる。
父親は売れないプロレスラー。明るく活発だが少々がさつな性格で、口癖は「おいおい」「あー、めんどくせ」など。
秋葉 習
声 - 山口勝平
美夏の同級生で、ボクシング部に所属。社長の息子。軽い性格でいい加減。
美夏のことが大好きだが、門松も美夏のことが好きであることを知り、門松を負かすためにボクシングに真剣に取り組むことに。
門松 直人
声 - 堀川亮
条青高校のボクシング部に所属する3年生。
美夏や秋葉とは学校も学年も異なるが、美夏とは同じマンションに住む。高校ボクシングのチャンピオンで、真面目でストイックな性格。
はじめは美夏が扮装した須藤麻里亜に惚れていたが、美夏と同一人物であることを知り、秋葉とはボクシングと美夏とでライバル関係に。
山桜 監悟
声 - 神谷明
麻丘高校教諭で、同校ボクシング部兼ソフトボール部顧問。
大学時代はプロボクサーを目指していたが、姉の死去に伴い、姉の娘である知香を引き取ることになったため、プロボクサーになることを断念することに。
学校ではスケベ教師で通っており、女生徒のお尻を触りまくっている。
原作では美夏と明確には結ばれていないが（ただし暗示らしき描写は存在する）、アニメ版では最終的に美夏と結婚した。
田中 知香
声 - 坂本千夏
山桜の姪。幼くして両親（母親は山桜の姉）を亡くしたため、山桜に引き取られている。
小学生ながら山桜のために家事をこなすしっかり者。美夏を気に入っており、山桜が美夏と一緒になることを願っている。
沢村 亜矢子
声 - 江森浩子
美夏の同級生で、美人だが目つきの鋭い不良少女。口は荒いがお人良しな一面もある。
山桜に好意を抱いており、ある賭けで美夏と同じソフトボール部に入ることになる。
染井吉雄
声 - 緑川光
麻丘高校の教師として就任して来る。
眼鏡をかけた二枚目の男性で、山桜に代わって女子ソフトボール部の顧問になる。女子生徒から絶大な人気を誇るも、実は女性恐怖症であり、沢村とのあるきっかけで克服する。

## OVA

### スタッフ
- 原作 - あだち充
- 監督 - 湯山邦彦
- シナリオ - 佐伯俊道
- キャラクターデザイン・総作画監督 - 松原徳弘
- 美術監督 - 中村光毅
- 色彩設計 - 田中美和子、岡久美子（#4から）
- 撮影監督 - 白井久男
- 音楽 - 渡辺博也
- 音響監督 - 明田川進
- プロデューサー - 藤原正道、藤田純二
- COプロデューサー - 大場龍男、田崎廣、奥野敏聡、神田修吉
- 制作 - パステル
- 製作 - 東宝、ユーメックス、オービー企画

### 主題歌
オープニングテーマ「君がいなけりゃFRUSTRATION」
作詞 - 松井五郎 / 作曲 - 佐木伸誘 / 編曲 - 藤井丈司、佐藤佳幸 / 歌 - 佐木伸誘
エンディングテーマ「ONLY FOR YOU」
作詞 - 松井五郎 / 作曲 - 佐木伸誘 / 編曲 - 藤井丈司、佐藤佳幸 / 歌 - 佐木伸誘

### 各話リスト
| 話数 | 絵コンテ | 演出     | 作画監督   | 発売日         |
| ---- | -------- | -------- | ---------- | -------------- |
| 1    | 湯山邦彦 | 湯山邦彦 | 松原徳弘   | 1991年06月01日 |
| 2    | 水谷貴哉 | 水谷貴哉 | 小和田良博 | 1991年07月01日 |
| 3    | 湯山邦彦 | 湯山邦彦 | 須田正己   | 1991年08月01日 |
| 4    | 湯山邦彦 | 落合正宗 | 落合正宗   | 1991年09月01日 |
| 5    | 湯山邦彦 | 湯山邦彦 | 松原徳弘   | 1991年11月01日 |

## 備考
- OVAにて主要人物を担当した高山みなみ・山口勝平・堀川亮・神谷明は後に『名探偵コナン』でも主要人物の役柄で共演している。
- 染井吉雄の名前はソメイヨシノが由来であり、山桜と共に桜に関係する名前となっている。
- 知香の苗字は田中であるが、OVAでは第5話で知香が車にはねられそうになって足を捻挫し、病院に運ばれた際、山桜が「山桜知香」と言っているため、正式に山桜の養女になっている。ただし、テロップでは「知香」と名前だけのクレジットになっている。
- 美夏の口癖の一つ「おいおい」は、高山が後に演じることになる江戸川コナンが相手に対して心の中で突っ込む時の口癖としても遣われている。また、相手に対する突っ込みそのものが多いことも『名探偵コナン』に通じるものがある。事実、『名探偵コナン』の作者である青山剛昌は『名探偵コナン』を作るにあたり、あだち充の漫画作品を参考の1つとして取り入れたという。
- 本作では、教師（山桜）による女子生徒へのセクハラ行為、未成年による酒や煙草の購入および飲酒・喫煙、教師と生徒の交際（デート）といったシーンが多く演出されている。
- 日本でのDVD化・Blu-ray Disc化はされていないが、国外向けにはDVD版が発売されている。